# Iodcoulometer
Ein Iodcoulometer ist – wie alle Coulometer – ein historisches Gerät, mit dessen Hilfe die in einem Gleichstromkreis geflossene elektrischen Ladung (Elektrizitätsmenge) gemessen wurde. Durch Kombination mit einer Zeitmessung wurden auch konstante Stromstärken bestimmt. Ferner wurde es zur Bestimmung der Faradaykonstanten und zur Bestimmung der Molmasse von Iod verwendet. Heute wird es nur noch für Schulungszwecke verwendet.
Ein Iodcoulometer besteht zumeist aus zwei mit einer Salzbrücke verbundenen Gefäßen, in die zwei Platinelektroden tauchen. Auf der Seite mit der positiven Elektrode (Anode) befindet sich eine Kaliumiodidlösung; das Iodid wird bei Stromfluss zu Iod I2 oxidiert:
{\displaystyle \mathrm {2I^{-}\longrightarrow I_{2}+2e^{-}} }
Die Menge an entstandenem Iod wird – wie unter Iodometrie beschrieben – per Titration bestimmt, entweder durch Titration mit einer eingestellten Natriumthiosulfatlösung:
{\displaystyle \mathrm {I_{2}+2\ S_{2}O_{3}^{2-}\longrightarrow 2\ I^{-}+\ S_{4}O_{6}^{2-}} },
oder durch Titration mit arseniger Säure:
{\displaystyle \mathrm {I_{2}+AsO_{3}^{3-}+H_{2}O\longrightarrow AsO_{4}^{3-}+2\ I^{-}+2H^{+}} }.
Das Iodcoulometer wurde 1895 zur Messung von Strömen vorgeschlagen. Dabei wurden folgende Nachteile der damals verwendeten Gascoulometer genannt: Bei diesen müssen für genauere Messungen die Temperatur und der Luftdruck gemessen werden, und das Gasvolumen muss dann auf Standardbedingungen umgerechnet werden. Außerdem erfordert ihr Betrieb eine Mindestspannung, die der Zersetzungsspannung des Wassers entspricht. Im Vergleich dazu ist die Auswertung beim Iodcoulometer einfacher, und wenn an der Kathode Iod reduziert werden kann, ist die Zellspannung klein.
1906 wurde ein mit Hilfe eines Iodcoulometers und eines Silbercoulometers ermitteltes Atomgewicht von Iod publiziert.
Das Iodcoulometer hat eine gute Reproduzierbarkeit und gilt als sehr genau; deshalb wurde es mehrfach zur Bestimmung der Faradaykonstanten genutzt, wobei die Ergebnisse 1912 und 1957 veröffentlicht wurden.